# Осиновка (Прокоп'євський округ)
Оси́новка (рос. Осиновка) — присілок у складі Прокоп'євського округу Кемеровської області, Росія.

## Населення
Населення — 3 особи (2010; 10 у 2002).
Національний склад (станом на 2002 рік):
- росіяни — 100 %